# Subic Bay Naval Base

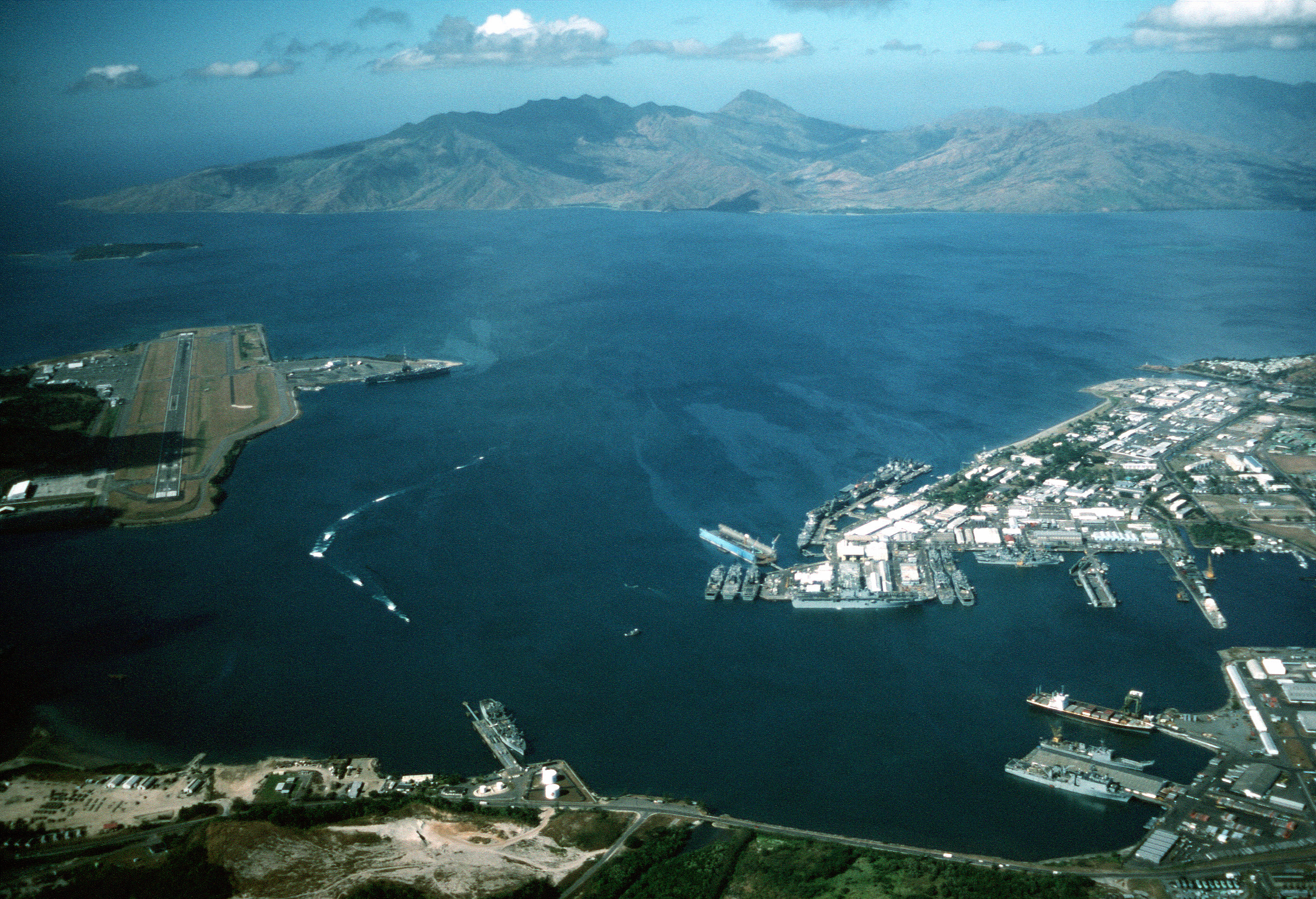
Rechts de marinebasis Subic Bay,
links "Naval Air Station Cubi Point"

De United States Naval Base Subic Bay was een Amerikaanse marinebasis in de Filipijnen. De basis lag aan de Subicbaai, een natuurlijke diepwaterhaven, hemelsbreed zo'n 90 kilometer ten noordwesten van Manilla. Tijdens de Korea- en Vietnamoorlog was de marinebasis van zeer groot logistiek belang. Er werden schepen gerepareerd en Subic Bay diende als plek van rust en vermaak voor militairen die even vrij waren. In 1991 bereikte de regering van Corazon Aquino na langdurige onderhandelingen overeenstemming over een verlenging van het lopende huurcontract van de Amerikanen met minimaal 10 jaar. De Filipijnse senaat weigerde hier echter, na een nipte stemming (12-11), toestemming voor te verlenen. De US Navy verliet daarop in de loop van 1992 de basis. Tegenwoordig maakt de voormalige basis onderdeel uit van Subic Bay Freeport Zone, een gebied waar diverse commerciële activiteiten plaatsvinden, waaronder scheepsbouw.

## Geboren
- Lou Diamond Phillips (1962), acteur